# 里約中心
22°58′45″S 43°24′48″W / 22.97917°S 43.41333°W

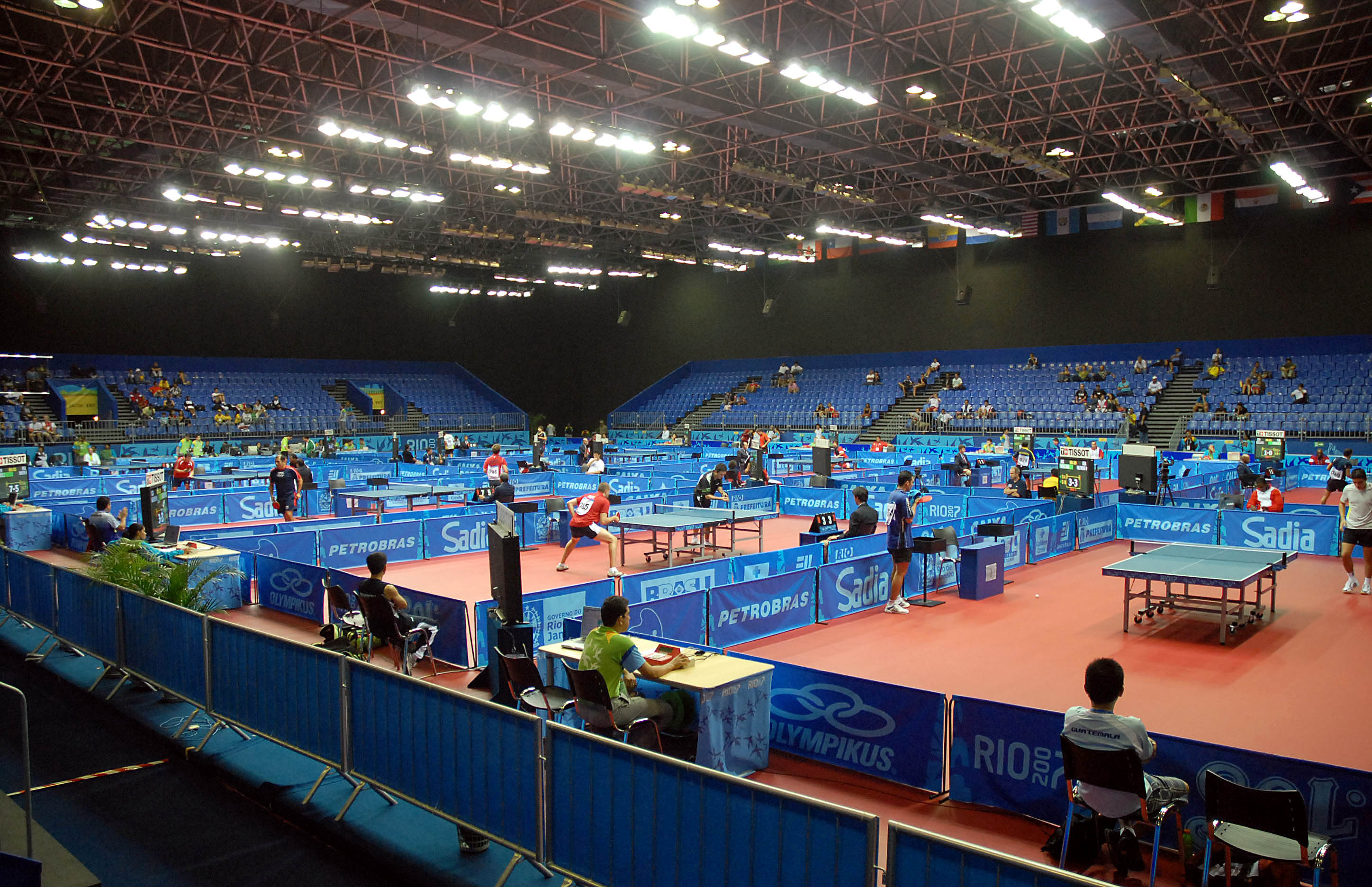
舉行2007年泛美運動會的里約中心

里約中心（Riocentro）是一座位於巴西里約熱內盧的展覽館，1977年落成。它是拉丁美洲最大的展覽中心。

## 重要事件

### 1981年五朔節攻擊事件
1981年4月30日，里約中心舉行五朔節音樂會，因而成為巴西軍政府（1964年－1985年）中強硬派人士的恐怖攻擊目標。中士吉列爾梅·佩雷拉·杜·羅薩里奧（Guilherme Pereira do Rosário）與當時軍階為上尉的威爾森·迪亞斯·馬查多（Wilson Dias Machado）負責在會場引爆兩枚炸彈。然而晚間九時前後，還在羅薩里奧大腿上的第一枚炸彈突然爆炸，炸死了羅薩里奧，馬查多也身受重傷。第二枚炸彈則選擇攻擊數英里外的里約中心供電所，雖然炸彈被扔進供電所內並於地面爆炸，但供電設施未受嚴重破壞，仍可正常運作。
事件後，政府立即譴責左派激進人士發動攻擊，然而並未得到民眾普遍的認同。軍政府中強硬派人士發動這場攻擊事件，希望證明左派游擊隊依舊活躍，藉此展開新一波的政治鎮壓。

### 地球高峰會
1992年6月3日至6月14日，在此地舉辦聯合國地球高峰會，總計有172國參與。

### 體育賽事
里約中心曾承辦2007年泛美運動會多項比賽，各場館容納人數從2,000人到4,500人不等。
2014年世界盃足球賽期間，此處作為國際轉播中心（IBC）總部。
里約中心被選定為2016年夏季奧林匹克運動會及2016年夏季帕拉林匹克運動會的比賽場館之一。2號館舉辦奧運會拳擊賽事，3號館進行奧運會乒乓球和帕運會乒乓球比賽，4號館舉行奧運會羽球賽事，6號館則舉辦奧運會舉重和帕運會舉重賽事。

## 備註
1. ↑  現已升為上校。

## 外部連結
- 官方網站 （页面存档备份，存于）
- Rio2016.org.br bid package. Volume 2. p. 18.